# Al’Leu
Al’Leu, eigentlich Alois Josef Leu (* 26. Mai 1953 in Beinwil (Freiamt); † 5. Dezember 2018), war ein Schweizer Künstler (insbesondere Bildhauer und Maler), Publizist und Verleger.

## Biografie
Al’Leu absolvierte 1970 und 1971 eine bildnerische Grundausbildung an der École a.b.c. de dessin et peinture in Paris. Orte seines Studiums der Bildenden Kunst waren Luzern, Zürich, Salzburg, Berchem und Antwerpen. Von 1972 bis 1975 machte er eine Lehre als Steinbildhauer bei Eugen und Eduard Spörri sowie bei Franco Annoni. Nach Weiterbildungen und einem Galeriepraktikum gründete er 1978 den Verlag Edition Leu. Von 1981 bis 1989 war er Kulturjournalist des Aargauer Anzeigers und der Freiämter Woche und lebte in Dietikon im Kanton Zürich. Er erhielt zwei Staatsaufträge für Monumental-Plastiken. Von 1993 bis 1994 war er erstmals Präsident des Zürcher Schriftsteller-Vereins und Verbandes Ostschweizer Autoren (ZSV). Er publizierte fünf Lyrik-Anthologien und gab die Literaturzeitschriften Philodendron (mit E. Scherer) und Naos-Literatur der Gegenwart heraus. Bis 1985 hatte er 15 Bücher publiziert. Von 1991 bis 2017 hatte er einen Lehrauftrag als Erwachsenenbildner an der Klubschule Migros für figurative Plastik und abstrakte Skulptur in Zürich inne. Seit 2011 war er grünliberaler Gemeinderat von Opfikon.
Leu stellte regelmässig Steinbilder aus und veröffentlichte Bücher zu Gegenwartskunst und Lyrik. Er war mit der Künstlerin Martina Leu verheiratet. Sein Verlag Edition LEU ist auf Gegenwartsliteratur und Kunstkataloge fokussiert. Seit 2010 war er wieder Präsident des Zürcher Schriftsteller und Schriftstellerinnen Verbandes.